# Simply Streisand
Simply Streisand é o nono álbum da cantora americana Barbra Streisand. Lançado em outubro de 1967, traz no repertório canções da Broadway, de filmes e clássicos que datam os anos de 1920. O compositor Richard Roberts escreveu uma mensagem na contracapa do disco: "Ninguém tem talento para arrancar risos, para fazer chorar, para cantar com a profundidade de um belo violoncelo ou a elevação de um pássaro escalador. Ninguém, claro, exceto Barbra. Ela torna nosso mundo um lugar muito mais feliz do que era antes". Esse é o primeiro dos álbuns da Barbra a não ter à frente um especial de televisão, desde o lançamento de People, de 1964. Uma das canções gravadas durante  as sessões foi "Willow Weep For Me" mas foi excluída, sendo adicionada na compilação de raridades Release Me, de 2012.
A resenhas dos críticos de música foram mistas. William Ruhlmann, do site estadunidense AllMusic, avaliou com três estrelas de cinco e escreveu que: "embora nos arranjos de Ray Ellis faltem as invenções de Peter Matz, eles são convencionalmente competentes".
Comercialmente, foi o primeiro da cantora a não atingir o Top 10 da Billboard 200, e embora tenha vendido 250 mil cópias durante as duas primeiras semanas, só atingiu as 500 mil cópias necessárias para ganhar um disco de ouro pela Recording Industry Association of America (RIAA), em 2002. Dois singles promocionais foram lançados, a saber: "Stout-Hearted Men", que apareceu na posição #92 na Billboard Hot 100 e #2 na parada Adult Contemporary e traz a canção "Look" como lado B, e "Lover Man" que trazia "My Funny Valentine" como lado B e atingiu a posição de número 29 na Adult Contemporary.

## Lista de faixas
Créditos adaptados do encarte do álbum Simply Streisand, de 1967.
1. "My Funny Valentine" (Lorenz Hart, Richard Rodgers) – 2:22
  - Do musical Babes in Arms (1937)
2. "The Nearness of You" (Hoagy Carmichael, Ned Washington) – 3:27
3. "When Sunny Gets Blue" (Marvin Fisher, Jack Segal) – 2:56
4. "Make the Man Love Me" (Dorothy Fields, Arthur Schwartz) – 2:26
  - Do musical A Tree Grows in Brooklyn (1951)
5. "Lover Man (Oh Where Can You Be?)" (Jimmy Davis, Roger Ramirez, James Sherman)
6. "More Than You Know" (Edward Eliscu, Billy Rose, Vincent Youmans) – 3:29
7. "I'll Know" (Frank Loesser) – 2:47
  - Do musical Guys and Dolls (1950)
8. "All the Things You Are" (Oscar Hammerstein II, Jerome Kern) – 3:36
  - Do musical Very Warm for May (1939)
9. "The Boy Next Door" (Ralph Blane, Hugh Martin) – 2:50
  - Do musical Meet Me in St. Louis (1944)
10. "Stout-Hearted Men" (Hammerstein, Sigmund Romberg) – 2:43
  - Do musical The New Moon (1928)